# Liga de Corinto

Grécia em : o Reino da Macedônia é visto em laranja escuro, enquanto os outros membros da Liga de Corinto estão em amarelo

A Liga de Corinto, as vezes referida como Liga Helênica (em grego clássico: Ἑλληνικός; romaniz.: Hellenikos; lit. "pertencente à Grécia e aos gregos"), foi uma federação de Estados gregos criada pelo rei Filipe II da Macedônia durante o inverno de 338/337 a.C., após a Batalha de Queroneia. O objetivo desta aliança era unir as forças gregas contra a Pérsia. O nome, 'Liga de Corinto', foi inventado por historiadores modernos dado que a primeira conferência entre os seus membros foi feita na cidade de Corinto. Foi a primeira vez que todos os Estados gregos (com exceção de Esparta) se tornaram uma única entidade política.